# Abdalazize ibne Maruane

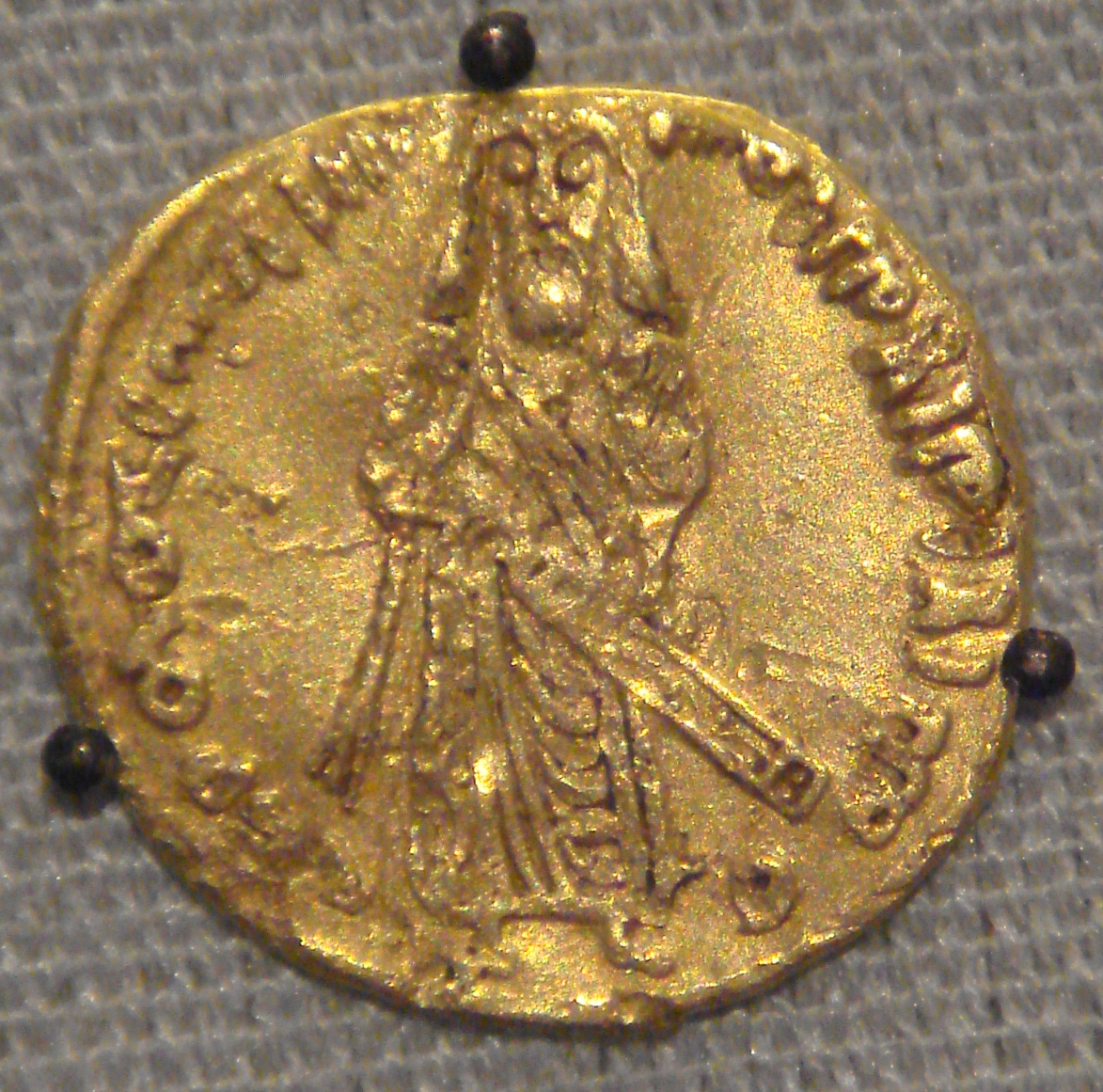
Dinar de ouro com efígie do califa Abedal Maleque ibne Maruane r.

Abdalazize ibne Maruane; em árabe: عبد العزيز بن مروان; romaniz.: Abd al-ʿAzīz ibn Marwān; lit. "Abdalazize, filho de Maruane"; m. 705) foi um membro da dinastia omíada, filho do califa Maruane I (r. 684–685) e pai do califa Omar II (r. 717–720). Sua esposa, Um Asim Laila, foi a bisneta do segundo califa, Omar (r. 634–644).

## Biografia
Abdalazize foi filho do califa Maruane I (r. 684–685) e irmão de Abedal Maleque ibne Maruane (r. 685–705). Pouco se sabe de sua vida, exceto seu mandato de 20 anos como governador (uale) do Egito, de 65 A.H. (685) até sua morte em 86 A.H. (705). Foi colocado no posto por Maruane I imediatamente após os omíadas readquirirem controle da província durante a guerra civil contra Abedalá, e manteve-o até sua morte. Ele gozou de ampla autonomia na governança do Egito, e operou como vice-rei de facto do país.
Provou-se governador capaz e seu governo foi período de paz e prosperidade, marcado por sua atitude conciliatória e cooperativa com os líderes dos assentamentos árabes locais (os jundes): por todo seu mandato, Abdalazize contou com eles ao invés dos sírios, que em outros lugares eram o principal pilar do regime omíada. Residiu principalmente em Fostate, deixando-a apenas para duas visitas à capital califal em Damasco e outras quatro para Alexandria, embora quando a praga eclodiu em Fostate em 690, mudou a sede de seu governo para a cidade vizinha de Heluã. Abdalazize também supervisionou a conclusão da conquista muçulmana do Norte da África; foi ele que nomeou Muça ibne Noçáir em seu posto como governador de Ifríquia.
Maruane I nomeou Abdalazize como seu segundo herdeiro depois de seu irmão mais velho Abedal Maleque. Abedal Maleque, contudo, queria como sucessor seu filho Ualide I (r. 705–715), e portanto persuadiu Abdalazize a não opôr-se a este mudança. No ocasião, Abdalazize morreu pouco antes de Abedal Maleque. Abdalazize também estava esperando que seu filho mais velho, Alasbague - para quem ele também alimentou esperanças na sucessão califal - sucederia-o como governador do Egito, fazendo da província um apanágio hereditário de sua família, porém seu filho morreu meses antes de Abdalazize. Ele foi sucedido por Abedalá, filho de Abedal Maleque, cujo objetivo era restaurar o controle califal sobre a província e, nas palavras de Hugh N. Kennedy, "remover todos os traços da administração de Abdalazize". Os descendentes de Abdalazize, todavia, permaneceram influentes nos assuntos egípcios até o começo do Califado Abássida.